# Aloe betsileensis
Aloe betsileensis (укр. Алое бецилензис, алое бецилеузьке)  — сукулентна рослина роду алое.

## Етимологія
Видова назва походить від назви етнічної групи Бецилеу, на території якої був знайдений цей вид алое.

## Морфологічна характеристика
Рослини без стебла, одиночні. Близько 20-30 трикутних листків, 30-40 см завдовжки, 7-9 см завширшки, зелених з червоним відтінком і окремою червоною облямівкою. Зубчики по краях 2-3 мм завдовжки, червонуваті, з інтервалом 8-12 мм один від одного. Суцвіття 60 см, у молодих рослин одиночне, у старих розгалужене на 3-5 гілок. Квітки жовті з помаранчевими відтінком.
Схожі види, з якими можна сплутати: Aloe conifera і Aloe macroclada.

## Місця зростання
Зростає в південних і центральних гірських районах Мадагаскару в провінціях Фіанаранцуа (регіон Іоромбе) і Туліара (регіон Атосі) на висотах 800–1400 м над рівнем моря.

## Вирощування
На американському континенті популярна рослина відкритого ґрунту. Мінімальна температура — + 10 °C. Надає перевагу сонячним місцям або легкій тіні. Посухостійка рослина.